# Contacto interior
Contacto interior es el primer álbum de estudio del grupo español Danza Invisible, publicado en 1983 y producido por Julián Ruiz con letras de Ricardo Texidó y música de Danza Invisible.  Tiempo de Amor y Al Amanecer fueros dos de sus singles.  Su anterior trabajo fue un EP.

## Lista de canciones
1. Al amanecer - 3:30
2. Tiempo de amor - 4:56
3. Mis ojos hacia ti - 3:54
4. Ecos - 3:50
5. Así marchamos a la gloria - 4:22
6. Contacto Interior - 4:05
7. Arco iris - 4:24
8. El legado - 2:10
9. Espíritu irreal - 3:45
10. Gente especial - 3:52